# Bactris macroacantha
Bactris macroacantha är en enhjärtbladig växtart som beskrevs av Carl Friedrich Philipp von Martius. Bactris macroacantha ingår i släktet Bactris och familjen Arecaceae. Inga underarter finns listade i Catalogue of Life.